# Bristol Aeroplane Company
Bristol Aeroplane Company – brytyjskie przedsiębiorstwo branży lotniczej, powstało w 1910 roku, funkcjonowało samodzielnie do roku 1959.
Zostało założone przez George'a White'a jako British and Colonial Aeroplane Company. Montowało samoloty na licencji znanej francuskiej firmy Farman. W czasie I wojny światowej znaną konstrukcją był Bristol Scout. W 1920 roku spółkę przemianowano na Bristol Aeroplane Company. Przejęto zakłady Cosmos Engineering, wytwarzające silniki lotnicze. Wtedy też wydzielono dział produkcji silników do siostrzanej spółki Bristol Engine Company.
W czasie II wojny światowej powstały tak znane samoloty, jak Bristol Blenheim oraz Bristol Beaufighter. Po zakończeniu wojny przestawiono część produkcji na cele cywilne i stworzono spółkę Bristol Cars, która po 1959 roku usamodzielniła się od reszty koncernu. W 1956 roku firmę podzielono na dwie części: Bristol Aircraft oraz Bristol Aero-Engines. Bristol Aero-Engines połączono w 1959 roku z Armstrong Siddeley w spółkę Bristol Siddeley, która potem została kupiona przez koncern Rolls-Royce. Przed fuzją z Rolls-Roycem Bristol Siddeley kupił firmy DeHavilland Engines i Blackburn Engines. Natomiast Bristol Aircraft dołączono też w 1959 roku do British Aircraft Corporation. Tym sposobem marka Bristol zniknęła z rynku lotniczego.
W latach czterdziestych utworzono dział produkcji helikopterów. W 1961 roku został przyłączony do nowo utworzonej spółki Westland Helicopters.

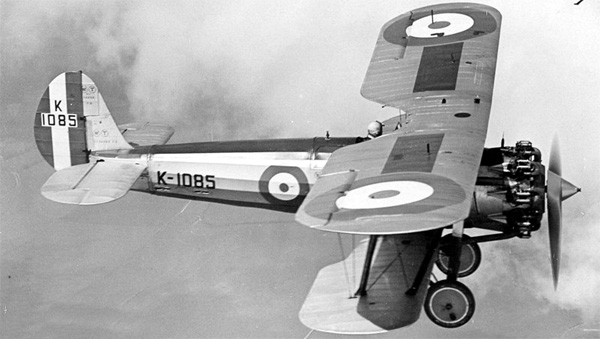
Bristol Bulldog
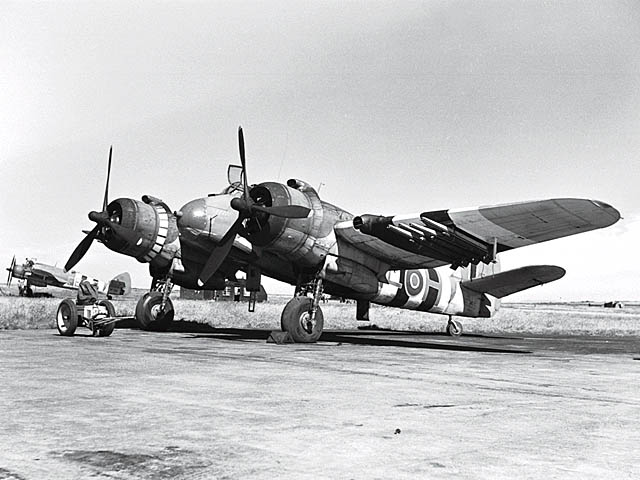
Bristol Beaufighter
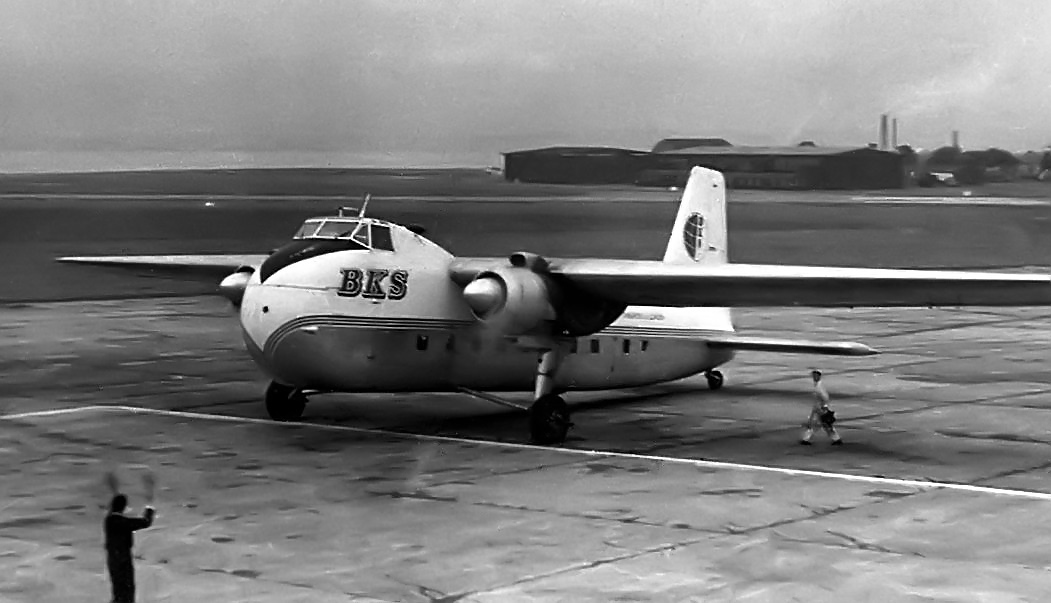
Bristol Freighter